# Anisodactylus nivalis
Anisodactylus nivalis är en skalbaggsart som beskrevs av Horn. Anisodactylus nivalis ingår i släktet Anisodactylus och familjen jordlöpare. Inga underarter finns listade i Catalogue of Life.